# ダウンズ法
ダウンズ法とは、溶融させた塩化ナトリウムを「Downs cell」と呼ばれる特殊な装置において電気分解することで金属ナトリウムを商業生産する、電気化学的な手法である。溶融塩電解の工業利用の一形態である。
1922年にアメリカ合衆国の化学者ジェームズ・クロイド・ダウンズ（James Cloyd Downs, 1885年–1957年)により開発され、1924年に特許を取得した。

## 方法

ダウンズ法の概略図

ダウンズ法では、陽極には炭素電極が、陰極には鉄電極が、電解質には加熱されて溶融した液体の塩化ナトリウムが用いられる。塩化ナトリウムの結晶は電気伝導性が低いが、溶融すると電離し、電流を伝導できるようになる。塩化カルシウムもしくは塩化バリウム、塩化ストロンチウム、フッ化ナトリウムを電解質に添加することで、電解質の溶融温度を低下させることができる（凝固点降下）。塩化ナトリウムの融点は通常801℃であるが、これらの塩を添加することによって600℃でも溶融状態を維持することができる。
陽極では以下の半反応が起こる。
{\displaystyle {\ce {2Cl^{-}->Cl2\ +2{\mathit {e}}^{-}}}}
また、陰極では以下の半反応が起こる。
{\displaystyle {\ce {2Na^{+}\ +2{\mathit {e}}^{-}->2Na}}}
したがって、全体としては以下の反応となる。
{\displaystyle {\ce {2Na^+\ + 2Cl^- -> 2Na\ + Cl2}}}
カルシウムの酸化還元電位は2.87 eVであり、ナトリウムの酸化還元電位である2.71 eVよりも高いため、この反応系においてナトリウムイオンはカルシウムイオンよりも優先して還元され、金属ナトリウムを形成する。電解質からナトリウムが消費し尽くされてカルシウムのみになると、陽極側の生成物として金属カルシウムが生成されてしまう（それは金属カルシウムの製法でもある）。
電気分解によって生成される金属ナトリウムおよび塩素ガスは共に電解質より低比重であるため、溶融している電解質の液面に浮上してくる。細孔の開けられた鉄製の邪魔板を陽極と陰極との間に配置することで、金属ナトリウムと塩素ガスはお互いに接触せずに別々の部屋へと誘導される（右図参照）。
塩化ナトリウムの電気分解の理論電圧は4.07Vである(陰極のナトリウムの反応に2.71V、陽極の塩素の反応に1.36V、合計4.07V)。実際の電気分解では十分な電流密度を得るために倍の8Vほどで行われる。この過電圧により発生する熱エネルギーはNaCl - CaCl2溶融塩の溶液状態を維持するために使われる。フランスのMSSA社とアメリカのDuPount社がこの方法で金属ナトリウムを生産している。
電圧7Vで電流密度は7kA/m2ほどといわれる。
ダウンズ法は副生成物として塩素を産出するが、この方法で生産される塩素の量は他の方法によって商業的に生産されている塩素の内のほんのわずかでしかない。

## 代替法
βアルミナ固体電解質を隔壁とした方法が提案されている。この方法では、CaCl2ではなく塩化アルミニウムAlCl3によって融点を下げる。AlCl3によって動作温度は300℃にまで低下した。隔壁のおかげで電極距離もダウンズ法の3.7cmから0.5cmまで狭くできる。電流密度は0.5A/cm2、電圧5.12V、エネルギー効率は60%以上を見込める。
AlCl3の方が融点を下げられるという長所もさることながら、CaCl2ではβアルミナ固体電解質を破壊する恐れがある。また、AlCl3はNaClより還元電位が低く反応性があるため隔壁なしのダウンズ法では使えない。